# Abou Dis
Abou Dis (en arabe: أبو ديس) est une petite ville palestinienne située dans le Gouvernorat de Jérusalem à côté de la ville de Jérusalem. Depuis l'accord intérimaire de 1995 sur la Cisjordanie et la bande de Gaza, Abu Dis a fait partie de la "zone B", sous contrôle israélien et palestinien. Elle est séparée de Jérusalem par le mur israélien. 
Selon le Bureau Palestinien des Statistiques, Abou Dis comptait 10 782 habitants en 2007. La ville est située à une altitude de 630 mètres approximativement.

## Étymologie
Le mot Abou Dis (ou Abu Dîs) est le nom d'une famille.

## Histoire
Abou Dis est situé sur un site antique, entouré par des vallées profondes. Des vestiges ont été trouvés des bâtiments anciens, des citernes, des pressoirs et des grottes.
L'explorateur français Victor Guérin estimait qu'Abu Dis était identique à l'ancienne Bachurim (en), qui est mentionné dans la Bible, mais cette identification n'est pas acceptée aujourd'hui.
En 1995, à la suite des accords d'Oslo, Abou Dis a été désignée pour accueillir le site du Conseil législatif palestinien. La construction du bâtiment, très avancée, a cependant été interrompue en 2000, lorsque des députés palestiniens ont préféré opter pour une institution provisoire à Ramallah,,,,.
Le 13 janvier 2004, Israël commence la construction de la barrière de séparation. Le tracé du mur entre Abou Dis et Jérusalem passe à l'est de la Ligne verte. Un permis étant désormais exigé des Palestiniens de moins de 55 ans et des Palestiniennes de moins de 50 ans pour entrer dans Jérusalem, le mur réduit l'accès des Palestiniens aux soins, aux écoles et aux opportunités professionnelles à Abou Dis et dans les villages alentour. La partie orientale du mur a pour effet de détacher plus de 6 000 dunums de terres arables de la superficie totale de la ville, qui est de 28 332 dunums. Le bureau des affaires humanitaires des Nations unies considère que la barrière perturberait gravement l'accès aux écoles, aux hôpitaux et au travail dans toute la Cisjordanie. Israël affirme que le tracé de la barrière est déterminé par des considérations de sécurité, et non des considérations politiques.
En 2017, Mohammed ben Salmane, chef du gouvernement d'Arabie Saoudite, propose qu'Abou Dis devienne la capitale du futur État palestinien,. Cette proposition figure également dans le plan de paix américain de 2020.

## Démographie
Abou Dis avait une population de 1 029 en 1922, tous musulmans. En 1931, Abu Dis comptait 1 297 habitants, tous musulmans aussi. Le nombre est passé à 1 940 en 1945, tous arabes.
Selon le Bureau Palestinien des Statistiques, Abu Dis comptait 10 782 habitants en 2007.

## Infrastructures

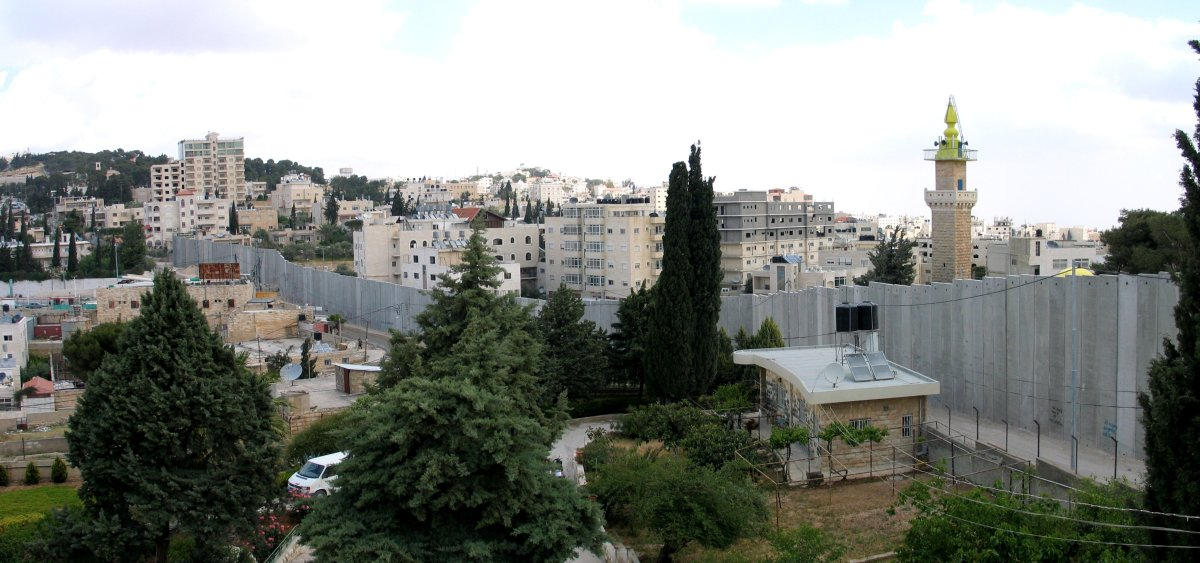
Mur israélien à Abou Dis, séparant Jérusalem-Est du reste de la Cisjordanie.

### Éducation
Il existe plusieurs écoles à Abou Dis dont l'école élémentaire d'Abou Dis, l'école des besoins spéciaux, l'école secondaire des filles d'Aobu Dis et d'autres, en plus de l'Université Al-Qods.

### Site d'élimination des déchets
Abu Dis possède un site d'élimination des déchets qui est devenu opérationnel au début des années 1980. Jusqu'en 2011, le site a reçu près de la moitié des 1 400 tonnes d'ordures produites chaque jour dans le district de Jérusalem.

## Résidents remarquables
- Saeb Erekat
- Ahmed Qoreï

## Jumelages
- Camden (Angleterre)[21]
- Rezé (France)[22]